# Кубок Фарерських островів з футболу 2007
Кубок Фарерських островів з футболу 2007 — 53-й розіграш кубкового футбольного турніру на Фарерських островах. Титул вперше здобув клуб ЕБ/Стреймур.

## Календар
| Раунд        | Дата                        | Матчі | Клуби   |
| ------------ | --------------------------- | ----- | ------- |
| Перший раунд | 10-11 березня 2007          | 4     | 20 → 16 |
| 1/8 фіналу   | 17 березня - 25 квітня 2007 | 8     | 16 → 8  |
| 1/4 фіналу   | 17 травня 2007              | 4     | 8 → 4   |
| 1/2 фіналу   | 13 червня/11 липня 2007     | 4     | 4 → 2   |
| Фінал        | 15 серпня 2007              | 1     | 2 → 1   |

## Перший раунд
| Команда 1       | Рахунок | Команда 2        |
| --------------- | ------- | ---------------- |
| 10 березня 2007 |         |                  |
| Вагар (2)       | 8:1     | НІФ Ноульсой (4) |
| 11 березня 2007 |         |                  |
| Творойрі (2)    | 2:0     | Б68 Тофтір (2)   |
| Ундрід (4)      | 3:2 дч  | Мідвагур (3)     |
| Лайрвуйк (2)    | 3:0     | Фрам (3)         |

## 1/8 фіналу
| Команда 1        | Рахунок | Команда 2    |
| ---------------- | ------- | ------------ |
| 17 березня 2007  |         |              |
| Скала            | 1:0     | Вагар (2)    |
| Творойрі (2)     | 4:0     | Сервагур (2) |
| Б36 Торсгавн     | 1:3     | АБ Аргир     |
| НСІ Рунавік      | 1:2 дч  | ГБ Торсгавн  |
| Фуглафйордур (2) | 11:1    | Ундрід (4)   |
| 21 березня 2007  |         |              |
| ЕБ/Стреймур      | 4:1     | Б71 Сандур   |
| 24 березня 2007  |         |              |
| Лайрвуйк (2)     | 1:3     | ВБ/Сумба     |
| 25 квітня 2007   |         |              |
| ГІ Гьота         | 1:4     | Клаксвік     |

## 1/4 фіналу
| Команда 1      | Рахунок      | Команда 2        |
| -------------- | ------------ | ---------------- |
| 17 травня 2007 |              |                  |
| ВБ/Сумба       | 3:1          | Творойрі (2)     |
| ГБ Торсгавн    | 4:0          | АБ Аргир         |
| ЕБ/Стреймур    | 4:4 пен. 5:4 | Фуглафйордур (2) |
| Клаксвік       | 0:0 пен. 5:6 | Скала            |

## 1/2 фіналу
| Команда 1               | Заг. | Команда 2   | 1-й матч | 2-й матч |
| ----------------------- | ---- | ----------- | -------- | -------- |
| 13 червня/11 липня 2007 |      |             |          |          |
| Скала                   | 0:3  | ЕБ/Стреймур | 0:2      | 0:1      |
| ГБ Торсгавн             | 4:1  | ВБ/Сумба    | 3:1      | 1:0      |

## Фінал
| 15 серпня 2007 |

| ЕБ/Стреймур                                               | 4:3      | Б36 Торсгавн                         |
| --------------------------------------------------------- | -------- | ------------------------------------ |
| Ангел 3' (пен.) Г.П.Самуельсен 6' Гансен 21' Потемкін 79' | Протокол | Йонсен 77' Якобсен 80' Мортенсен 85' |

| «Гундадалур», Торсгавн Арбітр: Ейлер Расмуссен |